# Khướu ngực đen
Pterorhinus pectoralis là một loài chim trong họ Leiothrichidae.